# خانه آیت‌الله شیخ محمد مردوخ
خانه آیت‌الله شیخ محمد مردوخ مربوط به دوره پهلوی است و در شهرستان سنندج، روستای نوره واقع شده و این اثر در تاریخ ۲۵ اسفند ۱۳۷۹ با شمارهٔ ثبت ۳۳۶۳ به‌عنوان یکی از آثار ملی ایران به ثبت رسیده است.